# Rakieta plazmowa
Rakieta plazmowa – rakieta napędzana silnikiem plazmowym, którego siła ciągu wynika z reakcji strumienia jonów wypływających przez dyszę. Ciałem roboczym jest ciekły wodór, który nagrzewany w łuku elektrycznym (do temperatury rzędu 10 000°K) jonizuje się tworząc plazmę.